# Harald Cramér
Harald Cramér   (Parròquia de Hedvig Eleonora, 25 de setembre de 1893 - parròquia d'Òscar, 5 d'octubre de 1985) va ser un matemàtic suec especialitzat en estadística matemàtica i teoria probabilística dels nombres. Va ser descrit per John Kingman com "un dels gegants de la teoria estadística".

## Biografia
Harald Cramér va néixer a Estocolm i hi va romandre a prop gran part de la seva vida. Estudià matemàtiques i química a la Universitat d'Estocolm va ser ajudant del famós químic Hans von Euler-Chelpin. Es doctorà l'any 1917 amb una tesi sobre "una classe de les sèries de Dirichlet".
Publicà "Sobre l'ordre de magnitud de la diferència entre els nombres primers", on s'aplica la probabilitat a la teoria de nombres.
En la dècada de 1920 s'interessà en el camp de la probabilitat i la seva formulació matemàtica."